# ساید باکاری
ساید باکاری (انگلیسی: Saïd Bakari؛ زادهٔ ۲۲ سپتامبر ۱۹۹۴) بازیکن فوتبال اهل فرانسه است.
از باشگاه‌هایی که در آن بازی کرده‌است می‌توان به باشگاه فوتبال والویک اشاره کرد.
وی همچنین در تیم ملی فوتبال اتحاد قمر بازی کرده‌است.